# Tennis Masters Cup 2007
Masters Cup 2007 (англ. Tennis Masters Cup Shanghai 2007) — турнир сильнейших теннисистов, завершающий сезон ATP. В 2007 году проходит 38-е по счёту соревнование для одиночных игроков и 32-е для парных. Традиционно турнир проводится поздней осенью — в этом году с 11 по 18 ноября на кортах Qizhong Forest Sports City Arena в китайском Шанхае, которая принимает его третий год подряд.
Прошлогодние победители:
- одиночки —  Роджер Федерер
- пары —  Йонас Бьоркман /  Максим Мирный

## Соревнования

### Одиночные соревнования
Роджер Федерер обыграл  Давида Феррера со счётом 6-2, 6-3, 6-2.
- Федерер выигрывает 8й одиночный титул в сезоне и 53й за карьеру в основном туре ассоциации.
- Федерер защитил свой прошлогодний титул и побеждает на Итоговом турнире в 4й раз (2003-04, 2006-07).
- Феррер сыграл 4й одиночный финал в сезоне и 9й за карьеру в основном туре ассоциации.
- Феррер вышел свой дебютный финал на Итоговом турнире.

### Парные соревнования
Даниэль Нестор /  Марк Ноулз обыграли  Симона Аспелина /  Юлиана Ноула со счётом 6-2, 6-3.
- Нестор выигрывает 4й парный титул в сезоне и 50й за карьеру в основном туре ассоциации.
- Ноулз выигрывает 3й парный титул в году и 47й за карьеру в основном туре ассоциации.
- Нестор и Ноулз впервые побеждают на итоговом турнире.